# Арибал з голівкою лева
Арибал з голівкою лева  — рідкісний зразок флакона для парфума з міста Коринф (Стародавня Греція), котрий зберігає Британський музей у Лондоні.

## Опис флакона
Вже в архаїчну добу гончари міста Коринф посіли провідні позиції у виготовленні та розпису керамічних виробів. Стандартна система декорування ваз ще не склалась остаточно, але бутони лотоса понизу ваз вже використовували. Впливи декорування попередньої доби ще давали взнаки і вазописці створювали малюнки ярусами, як на азійських килимах. Певне місце посідали і зображення тварин. Все це має і розпис на невеличкому флаконі зі збірок Британського музею. Водночас є і новітні риси  — це запекла батальна сцена, де жорстоко бьються грецькі вояки зі списами, частка котрих вже упала від виснаження і ран. Подібної сцени з грецькими вояками не мав і не міг мати жоден з азійських  килимів.
Арибал — малий флакон для парфуму або олії, котрий носили юнаки греки на шкіряному ремінці на руці, коли відвідували приміщення для військових тренувань. Батальна сцена на флаконі була нагадуванням про майбутні військові події кожного з них. Згаданий арибал має голівку лева з відкритою пащею, що слугує отвором.  Тобто виріб декорований як розписом, так і ліпленою голівкою лева.
Вазописець (за припущеннями ним був Кіджі) майстерно використав лише чорну і цегляно-червону фарби, котрі добре прочитуються на натуральному кольорі випаленої кераміки. Голівку лева прикрашає також магічне зображення медузи Горгони з виряченими очима та відкритим ротом.

## Провенанс (побутування)
Керамічний виріб за виготовленням походить з міста Коринф, але був знайдений у місті Фіви, Стародавня Греція.
Арибал тривалий час перебував у приватній колекції англійця Малкольма Макміллана. Первісно керамічний флакон називали за прізвищем володаря — арибал Макміллана. Власник передав  1889 року художньо вартісний експонат до збірок Британського музею.